# Jean Théodore Delacour

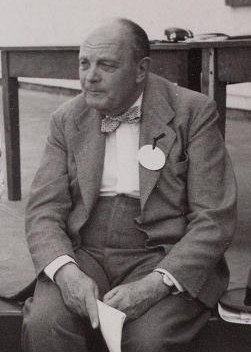
Jean Théodore Delacour

Jean Théodore Delacour (* 26. September 1890 in Paris; † 5. November 1985 in Los Angeles) war ein US-amerikanischer Ornithologe französischer Abstammung. Er wurde als Entdecker und Züchter von seltenen Vögeln bekannt.

## Leben
Jean Théodore Delacour war auf zahlreichen Expeditionen in Indochina (insbesondere Vietnam), aber auch Madagaskar. 1939 brannte das Chateau Clères ab und 1940 wurde Frankreich besetzt. Delacour ging daher nach New York und arbeitete im Bronx Zoo, aber auch wissenschaftlich im American Museum of Natural History. Nach dem Krieg gründete er den Zoologischen Garten von Clères, den er 1967 an das Muséum national d’histoire naturelle spendete.
1924 wurde von Delacour und Pierre Charles Edmond Jabouille ein in Annam entdeckter, dunkelblauer Fasanentyp als Kaiserfasan (Hierophasis imperialis) beschrieben. Nachkommen des erstentdeckten Paares existierten bis in die 1970er-Jahre in Gefangenschaft, weitere Exemplare wurden in Freiheit aber lange Zeit nicht entdeckt. Als 1990 ein Exemplar gefangen werden konnte, wurde die Art ausführlich untersucht und festgestellt, dass es sich hierbei nicht um ein eigenständiges Taxon, sondern um eine gelegentlich auftretende Kreuzung des Silberfasans mit dem Edwardsfasan oder dem Vietnamfasan handelt.
Delacour war Gründungsmitglied der heute unter dem Namen BirdLife International bekannten Vogelschutzorganisation.

## Bücher
- Les Oiseaux de L'Indochine Française (4 vols) (1931)
- Birds of the Philippines (1946 mit Ernst Mayr)
- Birds of Malaysia (1947)
- The Pheasants of the World (1951)
- The Waterfowl of the World (4 vols) (1951–1964)
- Wild Pigeons and Doves (1959)
- The Living Air: The Memoirs of an Ornithologist (1966)
- Curassows and Related Birds (1973 mit Dean Amadon)